# Lisabonská smlouva

Logo Lisabonské smlouvy

Postup schvalování Lisabonské smlouvy:
ratifikována (27 zemí)

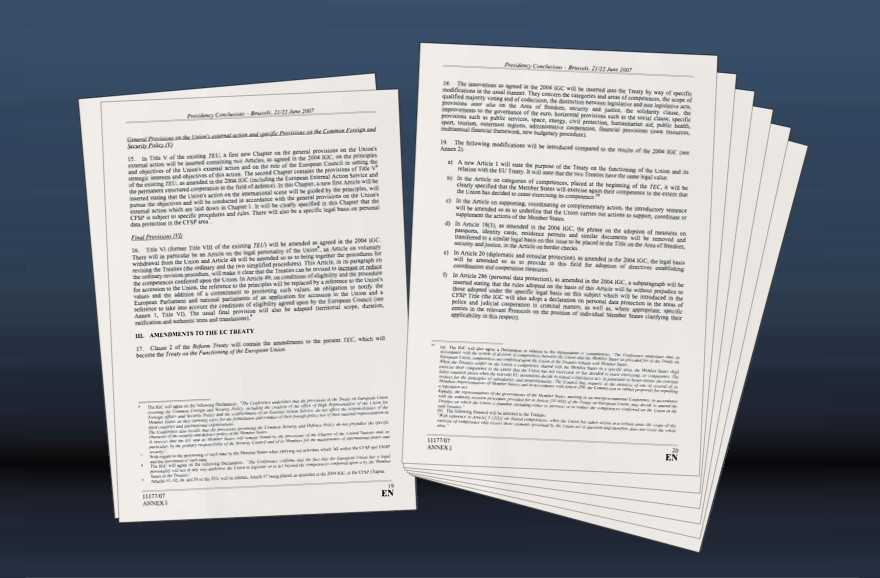
16stránkový mandát Evropské rady z června 2007, podle kterého má Mezivládní konference vypracovat Lisabonskou smlouvu

Lisabonská smlouva (celým názvem Lisabonská smlouva pozměňující Smlouvu o Evropské unii a Smlouvu o založení Evropského společenství, v době přijetí též Reformní smlouva) je mezinárodní smlouva, jejímž cílem bylo především reformovat instituce Evropské unie a její fungování. Byla podepsána 13. prosince 2007 v Lisabonu, Českou republikou byla ratifikována 3. listopadu 2009 a vstoupila v platnost 1. prosince 2009.
Po neúspěchu Smlouvy o Ústavě pro Evropu („Ústavy EU“, „euroústavy“), odmítnuté referendy v Nizozemsku a Francii v roce 2005, bylo přikročeno k změnám prostřednictvím novelizace stávajících smluv s cílem zajistit efektivní fungování Evropské unie do budoucna. Nová smlouva byla ratifikována všemi členskými státy EU a 1. prosince 2009 nabyla účinnosti – první den měsíce následujícího po tom, co Česká republika uložila svou ratifikaci v Římě, k čemuž došlo dne 13. listopadu 2009.
Na rozdíl od Smlouvy o Ústavě pro Evropu – která dosavadní smlouvy měla nahradit – novelizovala Lisabonská smlouva stávající evropské zakládající smlouvy, které v pozměněné podobě zůstávají dále v platnosti. Většinu změn obsažených v odmítnuté Smlouvě o Ústavě pro Evropu však přejímá[zdroj?].
Obsah Lisabonské smlouvy byl vypracován v bilaterálních jednáních během německého předsednictví v Radě Evropské unie v první polovině 2007, definitivně dohodnuty a schváleny na zasedání Evropské rady v Bruselu 21. až 22. června 2007, prodlouženého do ranních hodin soboty 23. června. Evropská rada dále udělila mandát Mezivládní konferenci k vypracování Lisabonské smlouvy, která měla být ratifikována do poloviny roku 2009.

## Lisabonská smlouva a Ústava EU

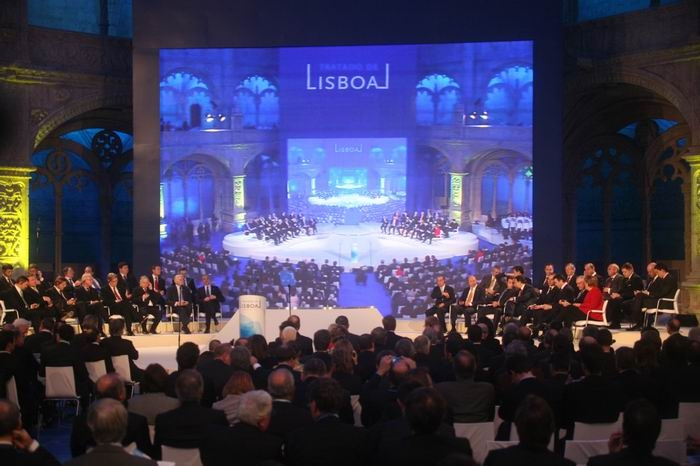
Topolánek, Merkelová, Juncker a další hlavy států v Lisabonu při podpisu Lisabonské smlouvy v roce 2007

Lisabonská smlouva obsahuje dva články pozměňující:
- Smlouvu o Evropské unii
- Smlouvu o založení Evropského společenství, ta byla přejmenována nově na Smlouvu o fungování Evropské unie

Evropská unie má mít jednotnou právní subjektivitu, jak už navrhovala Ústava EU.
Listina základních práv Evropské unie sice není částí zakládajících smluv, má však na základě nového znění čl. 6 Smlouvy o Evropské unii „stejnou právní sílu jako Smlouvy“, tzn. právní závaznost, s výjimkou Velké Británie, Polska a v budoucnosti možná i Česka.
Lisabonská smlouva opouští systém trojí většiny při hlasování v Radě (definované počtem států, jejich váženými hlasy a podílem obyvatelstva, který na EU představují) a zavádí systém dvojí většiny, konkrétně opouští kritérium vážených hlasů. Nový systém se začal používat na podzim 2014, do března roku 2017 však mohl kterýkoliv ze států požádat o hlasování starým způsobem.
Jako kompromis – Velká Británie zprvu zcela odmítala Evropského ministra zahraničí navrženého Ústavou EU – byla zavedena nová funkce „Vysoký představitel Unie pro zahraniční věci a bezpečnostní politiku“. Na žádost Velké Británie má smlouva v oblasti policejní a justiční spolupráce v trestních věcech některým členům umožnit pokračovat v další práci na určitém aktu, zatímco jiným umožní se jí neúčastnit.
Označení „zákon“ EU a „rámcový zákon“ EU byla vypuštěna, zůstala dosavadní označení „nařízení“, „směrnice“ a „rozhodnutí“. Na rozdíl od Ústavy EU neobsahuje Lisabonská smlouva žádnou zmínku o ústavních symbolech, jako vlajka nebo hymna. Vynechán byl rovněž pojem „Ústava“.

## Průběh ratifikace - poslední a specifické případy
Ratifikace mezinárodních smluv Evropské unie končí uložením příslušně podepsaných listin u italské vlády. Až v tento moment je smlouva danou zemí ratifikována.

### Irsko
V Irsku se konala dvě referenda. V prvním referendu, které se konalo 12. června 2008, nebyla Lisabonská smlouva schválena. Irsko následně získalo od ostatních členských států Evropské unie záruky a vypsalo druhé referendum. Druhé referendum v Irsku proběhlo 3. října 2009. Ve výsledku hlasovalo 67,1 % Irů pro, proti bylo 32,9 % hlasů. Voleb se zúčastnilo 58 % oprávněných voličů. Polský prezident Lech Kaczyński, který si původně vymínil, že smlouvu podepíše až po irském referendu, ji podepsal krátce poté, 10. října 2009

### Průběh ratifikace v České republice
- 26. listopadu 2008 konstatoval Ústavní soud České republiky, že žalované části smlouvy nejsou v rozporu s ústavním pořádkem země.[4]
- 18. února 2009 dala souhlas s ratifikací Lisabonské smlouvy Poslanecká sněmovna.[5]
- 6. května 2009 dal souhlas s ratifikací Lisabonské smlouvy Senát.[6]
- 29. září 2009 skupina senátorů převážně z ODS předložila Ústavnímu soudu další návrh na přezkoumání slučitelnosti Lisabonské smlouvy s českou ústavou.[7]
- Prezident Václav Klaus pro podpis ratifikace vyžadoval výjimku (formou dodatku) z Listiny základních práv EU, která podle něj zaručí neprolomení Benešových dekretů. Bernd Posselt tuto aktivitu přivítal: „Klaus naší věci pomohl, protože se o nás, sudetských Němcích, a o rasistických Benešových dekretech diskutuje v celé Evropě tak jako nikdy předtím.“[8] Požadavku ostatní členské státy vyhověly tím, že přislíbily České republice stejnou výjimku, jaká platí i pro Spojené království a pro Polsko; Václav Klaus vyjádřil s tímto řešením uspokojení.
- Ústavní soud České republiky zahájil jednání dne 27. října 2009, v odročeném jednání 3. listopadu 2009 ihned po 9. hodině konstatoval, že žalované části smlouvy nejsou v rozporu s ústavním pořádkem České republiky, všechny další návrhy odmítl a v odůvodnění naznačil, že prezident musí smlouvu neodkladně podepsat.[4]
- 3. listopadu 2009 v 15 hodin prezident Václav Klaus Lisabonskou smlouvu svým podpisem ratifikoval.[9] Zároveň vyjádřil ostrý nesouhlas s formou, kvalitou i obsahem rozhodnutí ústavního soudu a prohlásil, že vstoupením smlouvy v platnost „navzdory politickému názoru Ústavního soudu, Česká republika přestane být suverénním státem“.[10]

## Lisabonská smlouva a česká politická scéna
Prezident Václav Klaus Lisabonskou smlouvu odmítal od počátku ratifikace do konce svého mandátu v roce 2013. Koncem roku 2008 ale v interview s ČT prohlásil: „Já mohu nahlas opakovat jeden svůj výrok. Pokud by opravdu všichni se shodli, že Lisabonská smlouva je takové zlaté ořechové pro Evropu, že být musí, že je jedna jediná osoba, která by ji chtěla zablokovat, a tou osobou je český prezident, tak toto já neudělám. To je všechno.“
Všechny české parlamentní politické strany v roce 2009 s výjimkou KSČM Lisabonskou smlouvu více či méně podporovaly.
ČSSD Lisabonskou smlouvu podporovala. Ačkoli se vyslovovala pro referendum, v prosinci 2008 a lednu 2009 výrazně tlačila na její schválení.
KDU-ČSL a Strana zelených smlouvu obecně podporovaly. SZ žádala urychlené schválení a ratifikaci smlouvy ještě před 1. lednem 2009, kdy Česká republika začala předsedat Evropské unii.
KSČM vyžadovala, aby se o Lisabonské smlouvě hlasovalo v referendu.
Předseda ODS Mirek Topolánek schválení smlouvy podporoval. Velká část strany však sdílela odmítavý názor Václava Klause.
Senát rovněž podal v dubnu 2008 k Ústavnímu soudu několik dotazů týkajících se Lisabonské smlouvy a jejího možného rozporu s ústavou. Dne 26. října 2008 Ústavní soud jednomyslným rozhodnutím všech jeho soudců shledal, že v podaných dotazech k Lisabonské smlouvě nenašel rozporu s ústavou, ačkoliv také podotkl, že neposuzoval Lisabonskou smlouvu jako celek, nýbrž pouze ty její části, proti kterým směřovala uplatněná argumentace. Na konci ledna 2009 se někteří senátoři ODS nechali slyšet, že podají další dotazy.

## Kritika
Smlouva představuje pouze kosmetickou úpravu neschválené Ústavy EU, kterou odmítly Nizozemsko a Francie v referendech. Obsah smlouvy byl následně během německého předsednictví v Radě v roce 2007 s ohledem na požadavky těchto dvou zemí transformován do klasické novelizace stávajícího smluvního rámce s vynecháním některých ústavních znaků. Evropští politici tuto skutečnost otevřeně přiznávají.
Podle Lisabonské smlouvy postupně při hlasování v Radě platí tzv. systém dvojí většiny. Pro přijetí rozhodnutí se tak musí vyslovit 55 % členských států, kteří tvoří současně 65 % obyvatel EU. Podle kritiků tak mohly čtyři velké země EU, tedy Německo, Francie, Itálie a Velká Británie (před uskutečněním brexitu), zablokovat rozhodnutí Rady. Naopak stačí podpora jedenácti libovolně malých států, aby bylo přijato rozhodnutí.
Nový je i fakt, že Lisabonská smlouva definuje mechanismy, které dávají EU možnost získávat nové pravomoce a rušit právo veta v dalších oblastech bez další ratifikace. Příkladem je zjednodušený postup pro přijímání změn primárního práva podle čl. 48 Smlouvy o Evropské unii, tzv. obecná přechodová klauzule (passerelle), svým sedmým odstavcem umožňuje Evropské radě, aby dále zvyšovala počet oblastí, kde se v Radě rozhoduje kvalifikovanou většinou. Tomuto rozšíření však může zabránit parlament kteréhokoliv členského státu, pokud do šesti měsíců od obdržení plánované modifikace vysloví svůj nesouhlas (viz třetí pododstavec odstavce 7 článku 48 Smlouvy o Evropské unii).
LS dále rozšiřuje tzv. „doložku flexibility“ (dnes čl. 352 SFEU), která umožňuje Radě na návrh Komise a po obdržení souhlasu Evropského parlamentu jednomyslně přijmout vhodná opatření k dosažení cílů Unie i v případě, že Smlouva k tomu nedává Unii nezbytnou pravomoc. Podle Smlouvy z Nice tato možnost platila pouze pro dosažení cíle v rámci společného trhu, nově platí i pro ostatní cíle Unie vymezené zakládajícími smlouvami.